# 期待可能性
期待可能性（きたいかのうせい）は、行為の当時、行為者が適法行為を行うことを期待できること。刑法の法律用語。
より具体的には、構成要件に該当する行為を違法に行った者について、適法な行為を選択できる可能性、という意味であり、適法行為の期待可能性ともいう。刑法学の犯罪論上における責任要素の一つとされるが、体系的な位置付けは論者によって異なる。
期待可能性を責任要素とする理由は、適法な行為を行うことが期待できないような場合においては、違法な行為をあえて選択したとは言えず、責任を論ずる前提を欠くからと説明される。具体的には強制された行為や義務の衝突の場合などがある。
期待可能性の判断基準としては、国家基準説、一般人基準説、行為者基準説が存在する。

## 期待可能性が争点となった主な事例
- 暴れ馬事件（ドイツにおける事例）
- 第五柏島丸事件（大審院時代の事例）
- 菅生事件
- 薬剤師リンチ殺人事件（オウム真理教事件）
- 福島悪魔払い殺人事件
- 埼玉愛犬家連続殺人事件
- 北九州監禁殺人事件